# Nemophila
Nemophila Nutt. ex W.P.C.Barton è un genere di piante angiosperme dicotiledoni della famiglia Boraginaceae.

## Tassonomia
Comprende le seguenti specie erbacee, originarie del Nord America:
- Nemophila aphylla (L.) Brummitt
- Nemophila breviflora A.Gray
- Nemophila heterophylla Fisch. & C.A.Mey.
- Nemophila hoplandensis C.M.Barr
- Nemophila kirtleyi L.F.Hend.
- Nemophila maculata Benth. ex Lindl.
- Nemophila menziesii Hook. & Arn.
- Nemophila parviflora Douglas ex Benth.
- Nemophila pedunculata Douglas ex Benth.
- Nemophila phacelioides W.P.C.Barton
- Nemophila pulchella Eastw.
- Nemophila sayersensis B.B.Simpson, Neff & Helfgott
- Nemophila spatulata Coville